# John William Draper
John William Draper, född den 5 maj 1811 i närheten av Liverpool, död den 4 januari 1882 i Hastings-on-Hudson, delstaten New York, var en engelsk-amerikansk fysiolog, kemist, filosof och historieskrivare, far till Henry Draper, morfar till Antonia Maury.
Draper flyttade 1833 till Nordamerika, blev 1836 professor i kemi, naturalhistoria och fysiologi vid Hampden Sydney College i Virginia samt 1839 professor i fysiologi vid universitetet i New York och erhöll 1841 en motsvarande lärarbefattning i kemi vid University Medical College i samma stad, vilket lärosäte han till en del grundlagt. År 1868 upphörde han att verka som lärare. Draper gjorde betydande förbättringar i fotograferingskonsten och var den förste, som tog ljusbilder av människoansiktet. 
Bland hans skrifter kan nämnas: On the Process of Daguerreotype and its Application to Taking Portraits from Life (1840), Treatise on the Forces, which Produce the Organization of Plants (1844), Text-book on Chemistry (1846), Text-book on Natural Philosophy (1847; 3:e upplagan 1853), Human Physiology, Statical and Dynamical (1856) och History of the American Civil War (1867-70) med flera. Drapers History of the Intellectual Development of Europe (2 band, 1862; 3:e upplagan 1886; "Den europeiska forskningens historia", 1883) och hans History of the Conflict between Religion and Science (1875) vann stort erkännande. Han var anhängare av den engelska evolutionsfilosofin.